# فيلي واتسون (لاعب كريكت)
فيلي واتسون (31 أغسطس 1965 بأوكلاند في نيوزيلندا - ) (بالإنجليزية: Willie Watson)‏ هو لاعب كريكت نيوزلندي. شارك مع منتخب نيوزيلندا الوطني للكريكت.

## وصلات خارجية
- فيلي واتسون على موقع إي آس بي آن كريك إنفو (الإنجليزية)